# Copa Rio (nemzetközi torna)
A Copa Rio vagy a Bajnokok Klubjai Nemzetközi Torna az 1950-es években zajlott, és 1951-ben és 1952-ben Brazíliában játszották. A versenyt a CBD (CBF) szervezte, és a FIFA nem hivatalos jóváhagyásával. A tornát „Bajnokok Tornája”, „Labdarúgó Világkupa”, „Bajnokok világbajnoksága” és „Bajnokok Kupája” nevezték el. A tornát a brazil sajtó klubvilágbajnokságnak minősítette. A történelem első interkontinentális klubtornájának tartják.

## Előzmények

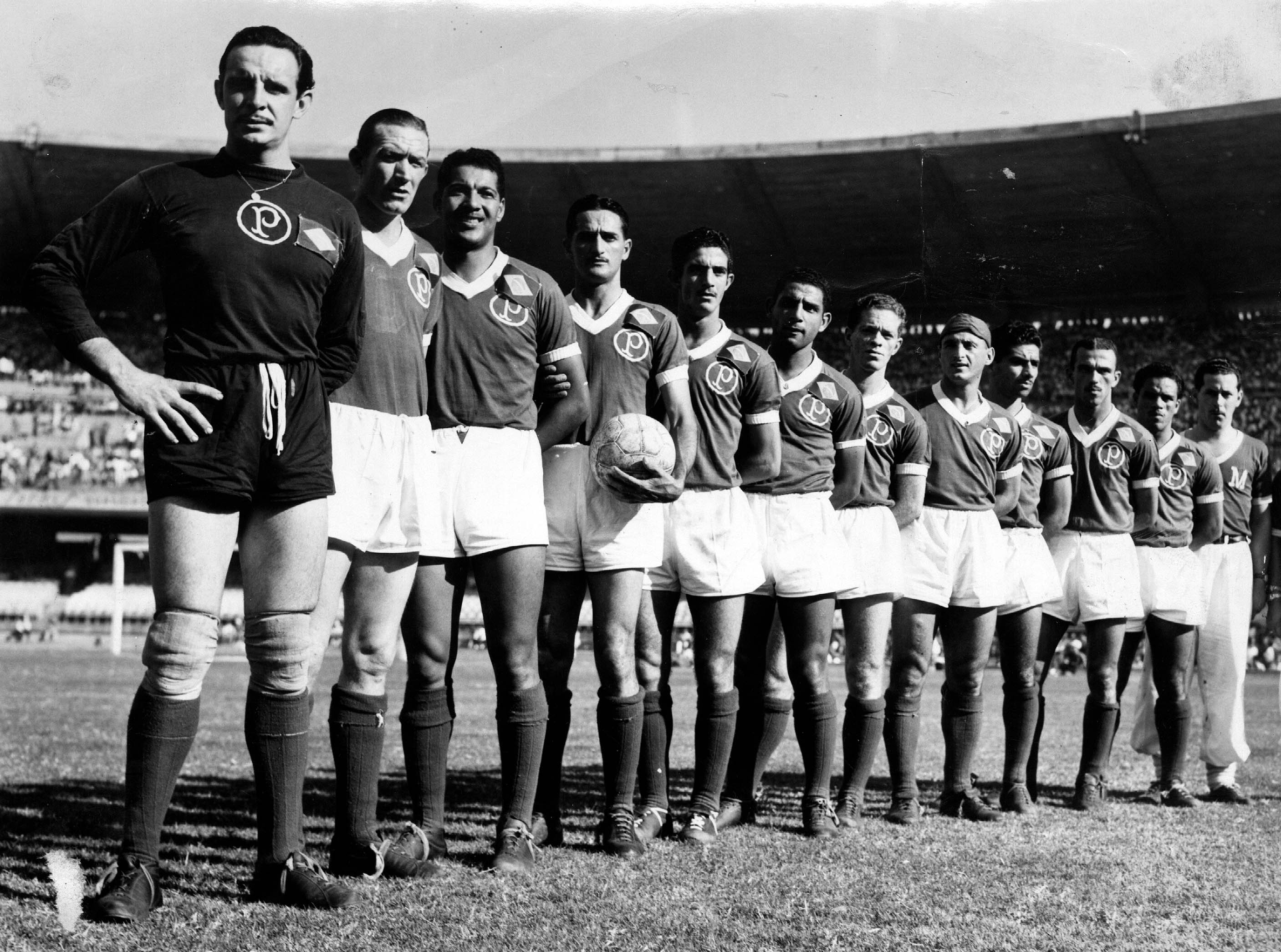

1951-ben a brazil Palmeiras csapata nyerte meg a tornát, míg a Fluminense 1952-ben. A Copa Rio Internacional (hivatalos nevén 1951 International Club Tournament of Champions) egy nemzetközi klubverseny volt. A korábbi CBD szervezésében, Jules Rimet akkori FIFA-elnök beleegyezésével a Copa Rio két alkalommal került megrendezésre. Történelem A tornának történelmi jelentősége van, mivel ez volt az első olyan világbajnokság, amely olyan klubok között zajlott le, amelyek interkontinentális távot értek el.
A brazil sajtó akkoriban "Bajnokok Világtornájának" nevezte, ezt a becenevet később az Interkontinentális Kupának adták. A Copa Rio formátuma hasonló volt a FIFA klubvilágbajnoksághoz jelenleg elfogadotthoz, ami sok vitát váltott ki a szurkolók körében a torna világbajnokságként való elismeréséről. A 2007-es elismerés a FIFA az 1951-es Copa Riót a klubvilágbajnokság első kiírásának tekintette, de az év decemberében megsemmisítette a döntést. Évekkel később, 2014 augusztusában Joseph Blatter (a FIFA elnöke) bejelentette, hogy az 1951-es versenyt, amelyet Palmeiras nyert meg, klubvilágbajnokságként fogják elismerni.
A Copa Rio azonban ezúttal nem tekinthető egyenértékűnek a mostani világbajnoksággal, de megerősítené annak fontosságát. 2019 áprilisában Infantino másként gondolkodott, mint Blatter, és nem volt kész arra, hogy a címet világbajnokságként ismerje el. A Fluminense 1952-es sikere nem kapott olyan elismerést, mint az első kiadás, kisebb jelentőséggel, mint az előző évi versenyé. A Rio de Janeiro-i Clube Tricolor igazgatósága a legmagasabb labdarúgó-testületet is felkérte a cím elismerésére, de hiába.
A cím el nem ismerésének döntő tényezője az a tény, hogy a FIFA csak az első kiadást hagyta jóvá, 1951-ben. Még azt sem jelentették be, hogy Blatter azt mondta volna, hogy akkor Palmeiras világbajnoknak, vagy a labdarúgó-szövetség korábbi elnökének ismeri el. Azt is hozzátette, hogy ez magában foglalhatja az 1952-es Rio Kupát, de jelenleg a trikolor csapat nem kapott olyan szintű választ, mint az Alviverde São Paulo.

## Elismerés

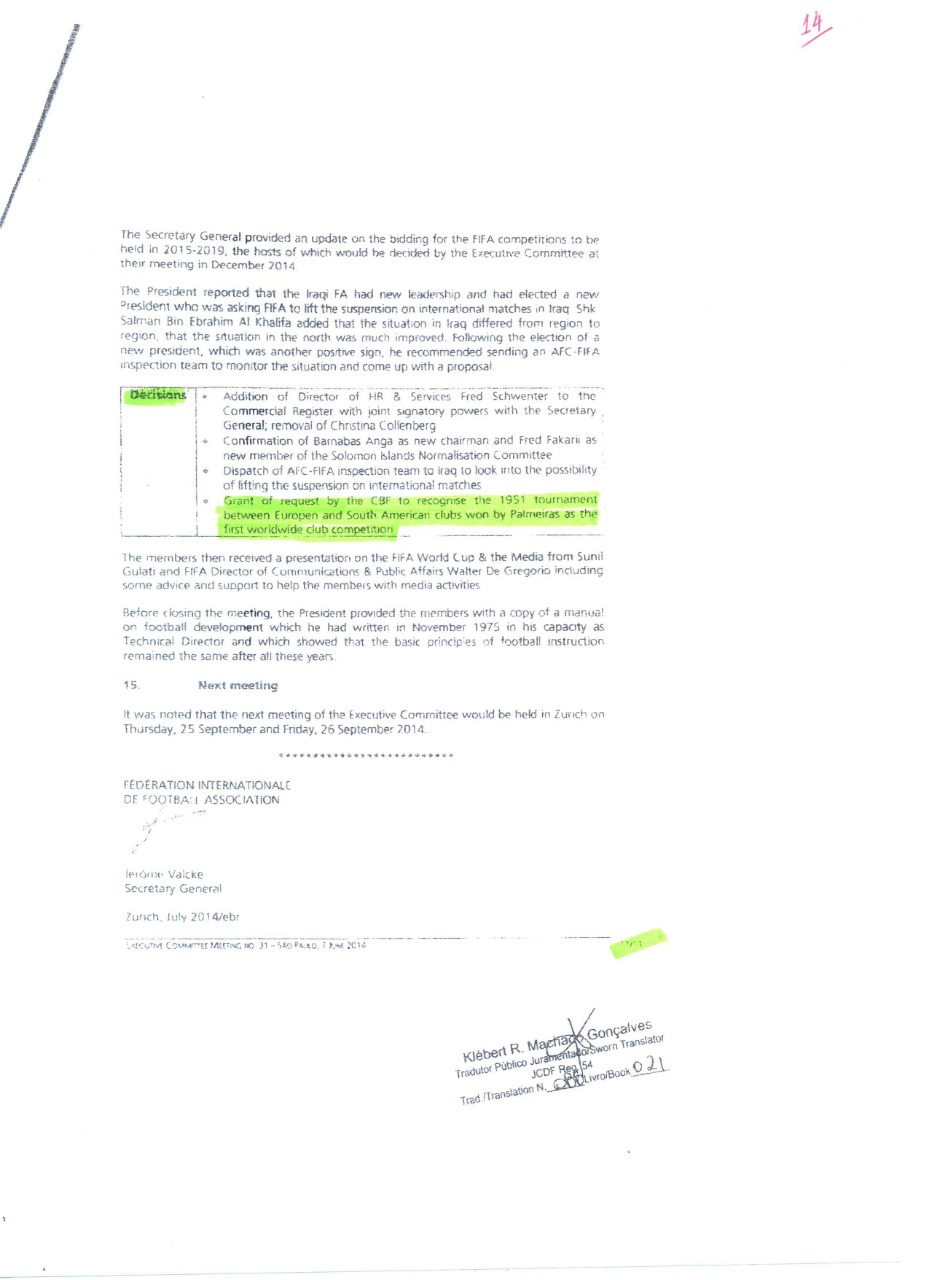

2007-ben a FIFA az 1951-es Copa Riót tekintette a klubvilágbajnokság első kiírásának, de ugyanezen év decemberében megfordította a döntést. Évekkel később, 2014 augusztusában Joseph Blatter (a FIFA elnöke) bejelentette, hogy az 1951-es versenyt, amelyet Palmeiras nyert meg, klubvilágbajnokságként fogják elismerni. A Copa Rio azonban ezúttal nem számítana egyenértékűnek a mostani világbajnoksággal, de megerősítené annak fontosságát. 2019 áprilisában Infantino másként gondolkodott, mint Blatter, és habozott elismerni a címet világbajnokságként. 2021 elején a FIFA a 2020-as klubvilágbajnokság hivatalos honlapján és a közösségi média csatornáin ismételten kitüntette az 1951-es „Idő Világbajnoksága” címet. Majdnem egy évvel később, amikor Alviverde visszatért, hogy részt vegyen a klubvilágbajnokságon, a szervezet ismét a São Paulo-i csapatot említette a csoport világbajnokaként: -"Palmeiras és Corinthians egyszer voltak világbajnokok. A lehetőség, hogy legyőzzék fő riválisukat, pluszt ad. motiváció?" A Fluminense 1952-es sikere nem kapott olyan elismerést, mint az első kiadás, kevesebb figyelmet kapott, mint az előző évi verseny. A Rio de Janeiro-i trikolor igazgatósága felkérte a legmagasabb labdarúgó-testületet a cím elismerésére, de hiába. A cím el nem ismerésében az a döntő tényező, hogy a FIFA csak az első, 1951-es kiadást hagyta jóvá és hagyta jóvá. Ugyanabban a nyilatkozatban, amelyben Blatter azt mondta, hogy később Palmeiras világbajnokként ismeri el, a FIFA korábbi elnöke is. A trikolor csapat azonban a mai napig nem kapott olyan szintű választ, mint az Alviverde São Paulo.

## Döntő
| Anys        | Campions            | Marcador     | Finalista            | Ubicació                 |
| ----------- | ------------------- | ------------ | -------------------- | ------------------------ |
| 1952 Edició | Fluminense Brazília | 2 : 0, 2 : 2 | Corinthians Brazília | Maracanã, Rio de Janeiro |
| 1951 Edició | Palmeiras Brazília  | 1:0, 2:2     | Јuventus Olaszország | Maracanã, Rio de Janeiro |

## Lásd még
- Interkontinentális Kupa
- FIFA-klubvilágbajnokság

## Külső linkek
- https://commons.m.wikimedia.org/wiki/File:Copa_Rio_1951_-_Minuta_Fifa_2014.jpg
- https://commons.m.wikimedia.org/wiki/File:Copa_Rio_1951_-_Minuta_Fifa_2014_-_Parte_2.jpg
- Superheroes in green. FIFA, 2022. február 10. (Hozzáférés: 2023. december 18.)
- https://www.the-afc.com/en/club/fifa_club_world_cup/news/qatar_2020_meet_the_contenders.html
- https://www.fifa.com/tournaments/mens/clubworldcup/qatar2020/news/paulista-powerhouses-prodigious-pasts